# Rappach (Heilbronn)
Rappach ist ein mutmaßlicher abgegangener Ort auf der Gemarkung des heutigen Heilbronn im nördlichen Baden-Württemberg. Der heutige Flurname Rampacher Tal und der Straßenname Rampachertal könnten auf die Ortswüstung hindeuten.

## Name
Das Seitental des Pfühlbachs etwa zwei Kilometer östlich der Heilbronner Stadtmitte wird im Jahre 1331 und 1381 als Rapotental erwähnt, 1476 als Rapacher Tal. Von 1503 bis ins 19. Jahrhundert wird es dann Rappacher Tal genannt, erst dann hat sich der heutige Name Rampacher Tal gebildet.
Der Name der Flur wird als Tal des Ratpot gedeutet. Über diesen Bezug zu einem Personennamen wird das eventuelle Vorhandensein einer Siedlung abgeleitet.

## Anmerkung und Belege
1. ↑  Die Straße Rampachertal verläuft in einer rechten Nebentalmulde des Pfühlbachs herunter vom Bürg südlich zum Pfühlpark.
2. 1 2  Werner Heim: Die Ortswüstungen des Kreises Heilbronn. In: Historischer Verein Heilbronn, 22. Veröffentlichung 1957. S. 40–74. Zu Rappach S. 64 und S. 72.